# Giacomo Barabino
Giacomo Barabino (* 4. April 1928 in Livellato di Ceranesi; † 25. Mai 2016) war Bischof von Ventimiglia-San Remo.

## Leben
Giacomo Barabino trat 1940 in das Kleine Seminar von Chiappeto in Genua ein. Nach seiner theologischen Ausbildung empfing er am 29. Juni 1952 in der Kathedrale von Genua durch den Erzbischof von Genua, Giuseppe Siri, die Priesterweihe. Er war als Seelsorger in Pegli und San Siro in Nervi tätig. Am 14. Juli 1953 wurde er persönlicher Sekretär des Erzbischofs und blieb dies 20 Jahre lang.
Papst Paul VI. ernannte ihn am 16. Mai 1974 zum Weihbischof in Bobbio-San Colombano und Titularbischof von Rebellum. Der Erzbischof von Genua, Giuseppe Kardinal Siri, spendete ihm am 24. Juni desselben Jahres die Bischofsweihe; Mitkonsekratoren waren Secondo Chiocca, Weihbischof in Genua, und Giuseppe Amari, Apostolischer Pro-Nuntius in Niger und Apostolischer Delegat in Mali und Mauretanien.
Am 30. September 1986 wurde er durch Papst Johannes Paul II. zum Weihbischof in Genua-Bobbio ernannt. Am 7. Dezember 1988 erfolgte die Ernennung zum Bischof von Ventimiglia-San Remo. Am 20. März 2004 nahm Johannes Paul II. sein altersbedingtes Rücktrittsgesuch an.